# 酒井礼一
酒井 礼一（禮一、さかい れいいち、1847年2月9日〈弘化3年12月24日〉 - 1907年〈明治40年〉12月11日）は、明治時代の政治家。三重県四日市市長。

## 経歴
三重郡長に就任し、朝明郡長や鈴鹿郡長などを兼職し、兼職を解かれたのち、1897年（明治30年）11月、三重郡長を辞した。同年12月、四日市市の初代市長に就任した。市長就任の年に同市は特別輸出入港指定を受け、三重鉄工場や四日市縞共同織工業が操業を開始し、伊藤メリヤスの前身のメリヤス商会が名古屋から高砂町に移転した。こうした発展の流れを受け、隣接町村に先駆けた四日市私立教育会の設立、桑名貯蓄銀行四日市支店の開店、名古屋電話交換局四日市支局の開局などに尽力した。1898年（明治31年）9月まで9か月余り市長を務め、その後は桑名郡長を経て、1899年（明治32年）4月に三重郡長に就任。1902年（明治35年）5月、精神的過労による神経衰弱により三重郡長を辞した。
1906年（明治39年）1月、四日市の電力会社四日市電灯（後の北勢電気）で取締役に就任。翌1907年（明治40年）初頭時点の役員録には同社社長を務めるとあるが、同年12月25日在職のまま死去した。

## 親族
- 弟 酒井雄三郎（政治評論家）[12]